# Bailleul-Neuville
Bailleul-Neuville är en kommun i departementet Seine-Maritime i regionen Normandie i norra Frankrike. Kommunen ligger i kantonen Londinières som tillhör arrondissementet Dieppe. År 2022 hade Bailleul-Neuville 221 invånare.

## Befolkningsutveckling
Antalet invånare i kommunen Bailleul-Neuville
| Referens: INSEE |